# Rakke (obec)
Obec Rakke (estonsky Rakke vald) je bývalá samosprávná jednotka estonského kraje Lääne-Virumaa. V roce 2017 byla začleněna do obce Väike-Maarja.

## Osídlení
Na území zrušené obce žijí přibližně dva tisíce obyvatel v jednom městečku (Rakke) a třiceti vesnicích (Ao, Edru, Emumäe, Jäätma, Kaavere, Kadiküla, Kamariku, Kellamäe, Kitsemetsa, Koila, Koluvere, Kõpsta, Lahu, Lammasküla, Lasinurme, Liigvalla, Mõisamaa, Mäiste, Nõmmküla, Olju, Padaküla, Piibe, Räitsvere, Salla, Sootaguse, Suure-Rakke, Tammiku, Villakvere, Väike-Rakke a Väike-Tammiku). Správním střediskem obce je městečko Rakke, podle něhož je obec pojmenována.